# Tipula mckinleyana
Tipula mckinleyana är en tvåvingeart som beskrevs av Alexander 1969. Tipula mckinleyana ingår i släktet Tipula och familjen storharkrankar. Inga underarter finns listade i Catalogue of Life.